# Arima Kotaro
Arima Kotaro (sinh ngày 3 tháng 9 năm 2000) là một cầu thủ bóng đá người Nhật Bản.

## Sự nghiệp câu lạc bộ
Arima Kotaro đã từng chơi cho Kashima Antlers.